# Christopher Bouix
Christopher Bouix est un écrivain français, né en 1982. Son roman Les 7 Vies de Léo Belami (Robert Laffont, 2019), publié sous le pseudonyme de Nataël Trapp, a été adapté en série par Netflix sous le titre Les 7 Vies de Léa,.

## Œuvres

### Romans
- Alfie, Au diable vauvert, 2022, 464 p. (ISBN 979-10-307-0561-4)[5],[6],[7]
- Tout est sous contrôle, Au diable vauvert, 2024, 400 p. (ISBN 979-10-307-0671-0)[8]
- Le mensonge suffit, Au diable vauvert, 2025, 184 p. (ISBN 979-10-307-0725-0)

### Romans jeunesse
- Socrate, un homme dangereux, L'École des loisirs, 2017 (ISBN 9782211230513)[9]
- La Théorie de l'iceberg, Gallimard Jeunesse, coll. « Scripto », 20 septembre 2018, 224 p. (ISBN 9782075107235)
- Nataël Trapp, Les 7 Vies de Léo Bélami, Robert Laffont, 2019, 364 p. (ISBN 978-2-221-24276-6)

### Essais
- La Véritable Histoire de Tibère, Paris, Les Belles Lettres, coll. « La Véritable Histoire de... » (no 10), 19 mai 2011, 208 p. (ISBN 9782251040103)
- Hocus Pocus : à l'école des sorciers en Grèce et à Rome, Paris, Les Belles Lettres, coll. « Signets Belles Lettres » (no 17), 2012, xxx+290 p. (ISBN 9782251030173)[10]
- La Véritable Histoire des Gracques, Paris, Les Belles Lettres, coll. « La Véritable Histoire de... » (no 13), 2012, 182 p. (ISBN 979-10-307-0671-0)[11]